# Michael Osterholm
Michael Thomas Osterholm (Waukon, Iowa, 10 de marzo de 1953) es un epidemiólogo estadounidense director del Centro de Investigación y Política de Enfermedades Infecciosas en la Universidad de Minesota. Desde el 9 de noviembre de 2020, forma parte del consejo asesor de COVID-19 del presidente Joe Biden.

Se graduó en biología en el Luther College en 1975 y estudió un máster y se doctoró en epidemiología y salud ambiental en la Universidad de Minesota.
Conocido experto en riesgo terrorista y pandémico, trabajó en el estudio de la propagación mundial del H5N1, ha sido consejero del rey Huséin I de Jordania y fue de 2001 a 2005 el secretario de Salud y Servicios Humanos de los Estados Unidos de Tommy Thompson.

## Publicaciones
- Living Terrors: What America Needs to Know to Survive the Coming Bioterrorist Catastrophe, 2001 (con John Schwartz)
- Deadliest Enemy: Our War Against Killer Germs, 2017 (con Mark Olshaker)